# Спасительная милость
«Спасительная милость» (англ. Saving Grace) — фильм 1986 года американского режиссёра Роберта Янга.

## Сюжет
Молодой кардинал Беллини (Том Конти) оказывается избран на престол папы римского под именем Лев XIV. Приняв избрание во имя службы Господу, спустя год протокольных обязанностей по приёму дипломатов и банкиров, благословению футболистов и групп детей и тому подобного он всё больше и больше сомневается в том, на своём ли месте находится. Он знает, что популярен в народе, однако чувствует, что сам оторван от своей паствы и делает для блага её и церкви куда меньше, чем когда был простым священником. В ходе исполнения своих обязанностей, однажды он (с помощью знающей язык жестов монахини) общается с глухонемой девочкой, специально приехавшей увидеть папу, но потерявшейся в громадном Риме. Папа Лев распоряжается помочь ей вернуться домой; узнав от девочки, что в её деревне Монтепетра нет священника, он обещает позаботиться и об этом.
Проходит сколько-то времени. Сомнения понтифика в своем служении не проходят, и за пару месяцев до Пасхи он даже озвучивает одному из ближних кардиналов мысль об отречении. Копаясь в саду в рабочей одежде и погнавшись за унесенным ветром письмом, он оказывается за пределами закрытой для туристов части Ватикана. Приняв это как знак возможности самому исполнить хотя бы одну просьбу к нему, папа направляется на попутках в Монтепетру. Добравшись до места, он обнаруживает, что отсутствие священника и полуразрушенная церковь — не главная беда этого селения, нищего и лишенного после землетрясения собственного источника воды, закрытого от внешнего мира карантинным постом после то ли реальной, то ли инсценированной эпидемии, со сломленными жителями, успевшими привыкнуть жить на «гуманитарную помощь» и даже не пытающимися вернуть родную деревню к нормальной жизни. Побеседовав с загадочным апатичным пастухом, ухитрившимся сразу угадать в нём Папу, несмотря на обычную одежду и небритость, герой начинает восстанавливать деревенский акведук — сначала самостоятельно и не обладая никакими навыками, но его подвижничество постепенно привлекает местных подростков, а потом и взрослых, возвращая им волю к жизни.
Тем временем, несколько доверенных кардиналов в Ватикане обороняются от остального клира, римской и международной прессы, обеспокоенных долгим непоявлением понтифика на публике, представляя его лежащим в постели с гриппом. Исходная неизвестность сменяется для них периодическими звонками подопечного (предусмотрительно не говорящего, где находится и когда собирается вернуться), но сам он возвращается в Ватикан лишь в самый последний момент — в день традиционной пасхальной проповеди с балкона базилики Св. Петра, тут же раскрывая пастве обман с болезнью и преподнося собственные злоключения и приобретённый опыт в качестве притчи.

## В ролях
- Том Конти — кардинал Беллини/папа Лев XIV/«Франческо Бьёмби»
- Фернандо Рей — кардинал Стефано Бьонди
- Эрланд Юзефсон — монсеньор Франческо Гецци
- Дональд Хьюлетт[англ.] — монсеньор Колин Макги
- Том Феллеги — бразильский посол
- Маргерита Горовиц — монахиня, владеющая языком жестов
- Джулиан Дженкинс — экскурсовод в Ватикане
- Итало Фурлан, Филипп Даккилле, Дон Шаррино, Тесса Пассанте — охрана Ватикана
- Карло Монни[англ.] — хозяин пиццерии
- Марта Дзоффоли[итал.] — Изабелла (глухонемая девочка)
- Патрисия Маучери[англ.] — Лючия (мать Изабеллы)
- Джанкарло Джаннини — пастух Абаларди
- Анджело Эванс — Джулиано
- Эдвард Джеймс Олмос — Чолино (главный антагонист)
- Франческа Роберти, Мауро Сакрипанти — репортёры

## Съёмочная группа
- Продюсеры: Герберт Солоу, Ньют Арнольд
- Режиссёр: Роберт М. Янг
- Авторы сценария: Дэвид Уорд (под псевдонимом Хоакин Монтана) и Ричард Крамер[англ.] по одноимённой книге Селии Гиттельсон
- Оператор: Рейнальдо Виллалобос[англ.]
- Композитор: Уильям Голдстайн

Фильм был снят с использованием мощностей киностудии Embassy Pictures, распространялся на территории США Columbia Pictures.

## Особенности фильма и его оценка критикой
Материал картины был практически полностью снят в Италии, на территории Рима (включая Ватикан), Мантуи и города-призрака Крако, «сыгравшего» селение Монтепетра.
Профессиональная критика удостоила фильм оценок в диапазоне от нейтральных до положительных, обращая внимание на предсказуемость сюжета и чрезмерную молодость персонажа Льва XIV для такого поста, но признавая что талант Тома Конти выжимает максимум из условий и вызывает огромную симпатию к своему герою. По мнению TV Guide, режиссёр Роберт Янг в своей экранизации выразил более гуманистическую значимость истории, чем её религиозную составляющую, сделав её «идеальной притчей для семейного просмотра».